# Armand François Louis de Mestral de Saint-Saphorin
Armand François Louis de Mestral de Saint-Saphorin, født 1738 i Saint-Saphorin (kantonen Vaud i Schweiz) – død 1805 i Wien, schweizisk diplomat i dansk tjeneste, blandt andet som dansk gesandt i Wien, hvor han havde Georg Nicolaus Nissen som legationssekretær.
Saint-Saphorin tilhørte en adelig godsejerslægt. Han studerede statsvidenskab i Genève og Göttingen og kom i forbindelse med J.H.E. Bernstorff, ved hvis hjælp han indtrådte i dansk statstjeneste. Han udnævntes 1762 til kammerjunker og ansattes som legationssekretær i Dresden og Warszawa, fra 1763 som chargé d'affaires, fra 1765 som ministerresident og fra 1767 som gesandt i Warszawa. I 1773 blev han gesandt i Madrid, hvor han forblev til 1778, forflyttedes derfra til Holland, var derefter gesandt i Sankt Petersborg 1784 – 1789 og endelig fra 1790 i Wien, hvor han døde den 13. december 1805.
Saint-Saphorin var ikke nogen fremtrædende diplomatisk kapacitet, havde næppe synderlig interesse for Danmark og danske, og A.P. Bernstorff skriver om ham, at han var lidet elskværdig, og at hans moralitet var angribelig. Men han var kundskabsrig, flittig og pålidelig, holdt sig derfor under de forskellige systemskifter i København, blev ridder af Dannebrogordenen og geheimekonferensråd.
Han var i øvrigt kunstkender og besad en betydelig maleri- og kobberstiksamling.
Han døde ugift.

## Ekstern kilde/henvisning
- Dansk Biografisk Leksikon, 1887-1905